# ویساو
ویساو (به آلمانی: Wiesau) یک شهر در آلمان است که در تیرشنرویت واقع شده‌است. ویساو ۴٬۳۰۸ نفر جمعیت دارد.